# Andrija Zlatić
Andrija Zlatić (n. 25 ianuarie 1978, Титово Ужице, RS Serbia, RSF Iugoslavia) este un trăgător de tir ce a reprezentat Serbia, medaliat olimpic. A participat la 2 ediții ale Jocurilor Olimpice (2004, 2012) în care a câștigat o medalie de bronz.